# Gymnosoma occidentale
Gymnosoma occidentale är en tvåvingeart som beskrevs av Charles Howard Curran 1927. Gymnosoma occidentale ingår i släktet Gymnosoma och familjen parasitflugor. Inga underarter finns listade i Catalogue of Life.